# Zecca di Solferino

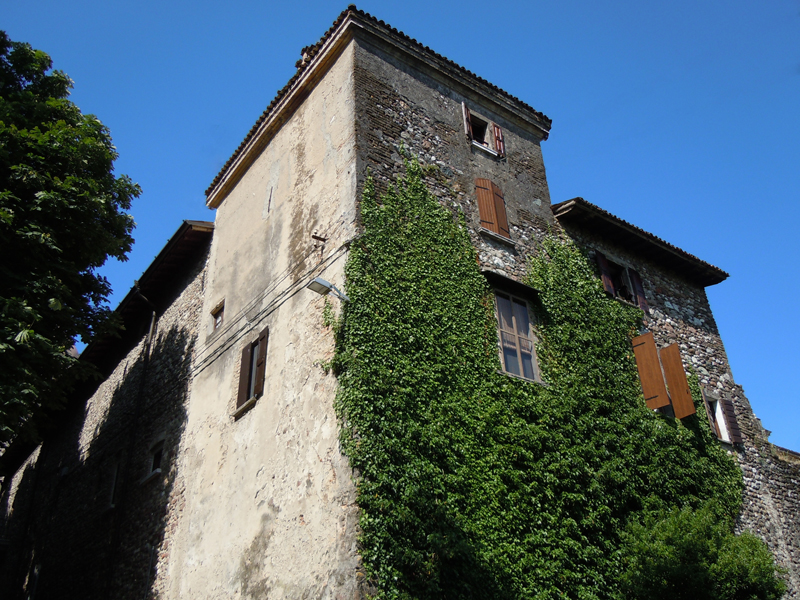
Castello di Solferino

La zecca di Solferino era l'ente preposto presso cui veniva effettuata la coniazione delle monete del feudo in epoca gonzaghesca.

## Storia
L'attività della zecca iniziò sotto il marchesato di Cristierno Gonzaga (1580-1630), proseguì con Carlo Gonzaga (1616-1680), che batté anche monete in oro. L'officina era situata entro le mura del Castello di Solferino, sorta forse in contrapposizione ai cugini di Castiglione. Non è nota l'autorizzazione (imperiale od altro) a battere moneta, forse riferita ad una concessione dell'imperatore Massimiliano II d'Asburgo ottenuta dal marchese Orazio Gonzaga a Vienna nel 1572.
La produzione di monete riguardò anche monete contraffatte.